# سیارک ۲۲۴۵۱
سیارک ۲۲۴۵۱ (به انگلیسی: 22451 Tymothycoons، نامگذاری:1996VN6)۲۲۴۵۱مین سیارک کشف شده‌است که در ۱۳ نوامبر ۱۹۹۶ کشف شد.